# Ougapia spaldingi
Ougapia spaldingi је пуж из реда Stylommatophora. 

## Угроженост
Подаци о распрострањености ове врсте су недовољни.

## Распрострањење
Аустралија је једино познато природно станиште врсте.

## Станиште
Врста Ougapia spaldingi има станиште на копну.